# Набатейский язык
Набатейский язык — мёртвый язык из семьи семитских языков, на котором говорил древний ближневосточный народ набатеев. Существовал в I тысячелетии до н. э — I тысячелетии н. э.

## История
Набатейский язык развился из арамейского вскоре после крушения Державы Ахеменидов.
С IV века н. э. оказался под большим влиянием арабского языка, а после того, как Арабский халифат покорил земли набатеев, полностью в нём растворился.

## Памятники
Памятники набатейского языка обнаружены в Петре и других набатейских городах, а также на скалах Синайского полуострова и в пещерах близ Мёртвого моря.